# Ferdinand Richardt
Joachim Ferdinand Richardt (né le 10 avril 1819 - mort le 29 octobre 1895 à Oakland) est un peintre dano-américain. Il est connu au Danemark pour ses dessins de manoirs et châteaux et aux États-Unis pour ses peintures de paysages dont celles des chutes du Niagara.

## Biographie
Ferdinand Richardt est le fils de Joachim Richardt et Johanne Frederikke née Bohse. Il est né à Brede, au nord de Copenhague en 1819. Son père dirigeait le magasin et l'auberge de l'usine locale. En 1832, la famille déménage dans la ville proche d'Ørholm pour s'y occuper de l'auberge de l'usine à papier de la ville. En 1839, ils partent pour Copenhague.
Ferdinand devient brièvement apprenti-charpentier en 1835, mais décida rapidement de se consacrer à une carrière artistique, suivant les traces de son frère Carl. En 1836, il commença à étudier à l'Académie royale danoise des beaux-arts avec l'architecte et designer Gustav Friederich Hetsch, le peintre historique  J. L. Lund et le sculpteur classique Bertel Thorvaldsen. Richardt est récompensé par la petite et grande médaille d'argent de l'académie, respectivement en 1839 et 1840
En 1847, il reçoit un cachet pour cinq ans de la Couronne, à condition de fournir une peinture architecturale et une peinture de paysage chaque année à la collection royale. Entre 1855 et 1859, il visita les États-Unis. Il garda un atelier à New York, mais voyagea les étés aux chutes du Niagara et dans d'autres endroits à l'est du Mississippi.
Après être retourné au Danemark, il se maria en 1862 avec une veuve, Sophia Schneider née Linnemann (1831-1888). Ils voyagèrent plusieurs mois dans le sud de l'Europe et à partir de 1863 vécurent un temps en Angleterre. En février 1864, la Reine Victoria invita Richardt à exposer ses œuvres à la cour au château de Windsor.
En 1872 et 1873, il revendit beaucoup des tableaux et lithographies qu'il avait accumulés avant d'émigrer aux États-Unis avec sa famille. Ils vécurent d'abord dans la ville de Niagara Falls (État de New York) où l'artiste réalisa de nouvelles toiles des chutes et des environs. En 1875, les Richardt déménagèrent pour San Francisco, et finalement en 1876 à Oakland. Pendant les vingt dernières années de sa vie, Richardt produisit de nombreuses peintures des paysages californiens dont beaucoup de la région de la baie de San Francisco. Il exposa et vendit ses travaux à San Francisco jusqu'en 1887. À l'époque, il enseignait également le dessin.

## Peintures

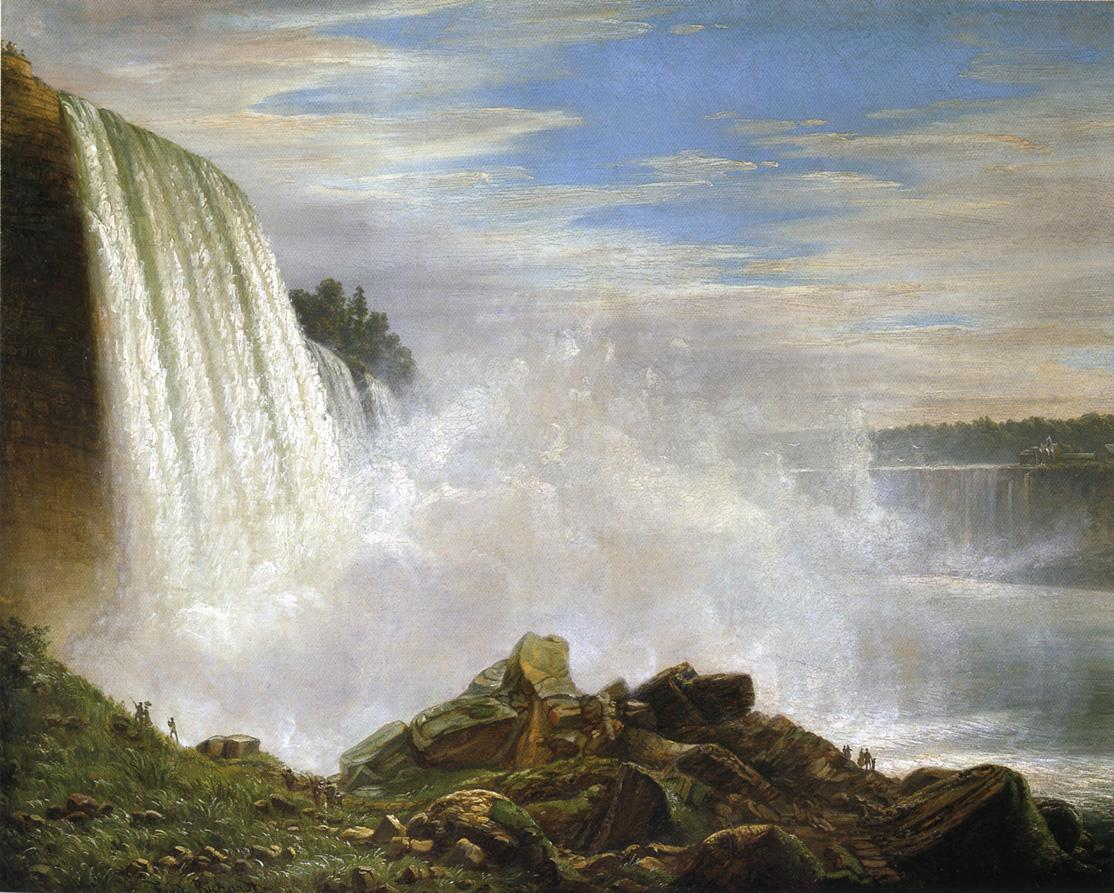
Les chutes du Niagara peintes par Richardt

Richardt réalisa des centaines de peinture à l'huile, principalement des paysages, des châteaux, manoirs et d'autres attractions touristiques. Il fut un peintre reconnu mais sans connaitre la célébrité de son vivant. Aujourd'hui, ces toiles sont très exposées mais peut-être plus pour ce qu'elle décrivent que pour leur valeur artistique.
Une sélection de ses tableaux :
- Thorvaldsen dans son atelier à Charlottenborg, 1840. (Musée Thorvaldsen) ;
- Château de Frederiksborg, 1847. (Hillerød City Hall) ;
- Château de Kronborg, 1848. (Musées d'Elsinore) ;
- Plusieurs peintures des chutes du Niagara ;
- Mount Vernon, 1858. (Fine Arts Museums of San Francisco) ;
- Independence Hall, 1858 (la Maison-Blanche) ;
- San Francisco by Moonlight, 1876 (Society of California Pioneers).

## Dessins

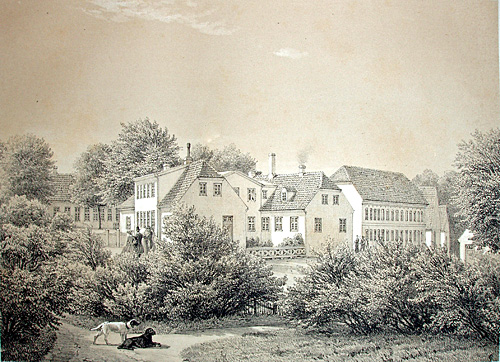
Manoir Klintholm, tiré de Vue de manoirs danois

Durant les années 1840, 1850 et 1860, Richardt voyagea au Danemark et en Suède et réalisa de nombreux dessins de manoirs, etc. Ils étaient lithographiés avec la meilleure technique de l'époque, et publiés en livre avec des descriptions écrites par des historiens connus :
- Vues de manoirs danois (Prospecter af danske Herregaarde), 80 portfolios 1844-68 montrant un total de 240 manoirs. Republié avec un nouveau texte en 1976 ;

- Églises, châteaux, manoirs et monuments danois (Danske Kirker, Slotte, Herregaarde og Mindesmærker), 12 portfolios 1867-68 pour un total de 56 dessins ;

- Manoirs de Scanie (Skånska herregårdar), 24 portfolios 1852-63, avec un total de 78 dessins ;

- Manors in Södermanland (Herregårdar uti Södermanland), 12 portfolios 1864-69 comportant 57 dessins, quelques-uns en couleurs.

Ses travaux étaient très populaires à l'époque et sont aujourd'hui d'un grand intérêt historique.
Richardt dessina un grand nombre d'œuvres à côté de celles qui ont été publiées. Quelques-unes furent vendues de son vivant. À sa mort, plus d'un millier de dessins de ses périodes danoises et américaines furent hérités par sa fille Johanna (1862-1897), puis plus tard par son gendre Joost Schneider. ces dessins étaient considérés comme perdus jusque dans les années 1990, quand l'universitaire Melinda Young Stuart les localisa chez Justine van Hemert Keller, la petite-fille du gendre de Richardt. Mme Keller a plus tard offert les dessins scandinaves au Musée national du Danemark.
En 2003, plus d'une centaine des dessins retrouvés furent reproduits avec d'autres œuvres de dans le livre Views of Danish Manorhouses and America. Une copie de ce livre fut offert par l'épouse du Premier ministre danois à la Première dame des États-Unis lors d'une visite officielle.

## Littérature
- Melinda Young Stuart & Niels Peter Stilling: Danish Manorhouses and America, Landscape Art of Ferdinand Richardt (1819-1895) published by Søllerød Museum, Denmark, 2003.  (ISBN 87-88792-45-5). (Danish title: Danske Herregårde og Amerika). The text by Stilling is in Danish, that by Stuart in English.
- Melinda Young Frye: Joachim Ferdinand Richardt (1819-1895), a Danish Artist in the American Landscape (1855-1859), M.A. thesis, George Washington University, Washington DC, 1993.
- White Mountain Art & Artists
- Munson-Williams-Proctor Arts Institute's exhibition of drawings in 2007.
- New Hampshire Historical Society on art and tourism in the White Mountains 1850-1900

## Source
- (en) Cet article est partiellement ou en totalité issu de l’article de Wikipédia en anglais intitulé « Ferdinand Richardt » (voir la liste des auteurs).